# Samuel Karlin
Samuel Karlin (Voivodato de Lublin, Segunda República Polaca; 8 de junio de 1924-Palo Alto, California; 18 de diciembre de 2007) fue un matemático estadounidense.

## Biografía
Karlin nació en Janów, Polonia y emigró a Chicago cuando era niño. Criado en un hogar judío ortodoxo, Karlin se volvió ateo en su adolescencia y siguió siendo ateo por el resto de su vida. Más adelante en su vida, dijo a sus tres hijos, quienes se convirtieron en científicos, que caminar por la calle sin una kipá en la cabeza por primera vez fue un hito en su vida. Karlin obtuvo su título universitario en el Instituto de Tecnología de Illinois; y luego su doctorado en matemáticas en la Universidad de Princeton en 1947 (a la edad de 22 años) bajo la supervisión de Salomon Bochner. Estuvo en la facultad de Caltech de 1948 a 1956, antes de convertirse en profesor de matemáticas y estadística en la Universidad Stanford.
A lo largo de su carrera, Karlin hizo contribuciones fundamentales a los campos de la economía matemática, la bioinformática, la teoría de juegos, la teoría de la evolución, el análisis de secuencias biomoleculares y la positividad total. Es autor de diez libros y más de 450 artículos. Hizo un extenso trabajo en genética matemática de poblaciones. A principios de la década de 1990, Karlin y Stephen Altschul desarrollaron las estadísticas de Karlin-Altschul, una base para el programa de similitud de secuencias muy utilizado BLAST.

## Honores y premios
Karlin era miembro de la Academia Estadounidense de las Artes y las Ciencias, la Academia Nacional de Ciencias, y la Sociedad Filosófica Estadounidense. Ganó un premio Lester R. Ford en 1973.En 1989, el presidente George H. W. Bush otorgó a Karlin la Medalla Nacional de Ciencias "por su amplia y notable investigación en análisis matemático, teoría de probabilidad y estadística matemática, y en la aplicación de estas ideas a la economía matemática, la mecánica y la genética de poblaciones". Fue elegido académico de la promoción de 2002 en el Institute for Operations Research and the Management Sciences.